# Charles de Foucauld
Charles de Foucauld (n. 15 septembrie 1858, Strasbourg, Franța – d. 1 decembrie 1916, Tamanrasset, Franța) a fost un ofițer al cavaleriei armatei franceze, devenit explorator și geograf, apoi călugăr catolic, preot, eremit și lingvist francez.
În timpul Primului Război Mondial, la 1 decembrie 1916, a fost ucis în chilia sa din Algeria. A fost beatificat, la 13 noiembrie 2005, de papa Benedict al XVI-lea, apoi canonizat de papa Francisc, la 15 mai 2022. Este comemorat la 1 decembrie, în fiecare an.

## Tinerețea
Rămas orfan la vârsta de șase ani, Charles de Foucauld a fost crescut de bunicul său matern, colonelul Beaudet de Morlet. S-a înscris la Școala Specială Militară de la Saint-Cyr. La absolvire, clasamentul i-a permis să aleagă cavaleria. Prin urmare s-a alăturat Școlii de Cavalerie din Saumur, unde s-a remarcat prin umorul său de școlar, ducând în același timp o viață disolută datorită moștenirii primite la moartea bunicului său. Apoi a fost repartizat într-un regiment. La douăzeci și trei de ani a decis să demisioneze cu scopul de a explora Marocul dându-se drept evreu. Calitatea muncii sale i-a adus medalia de aur a Societății de Geografie și o mare faimă în urma publicării cărții sale Reconnaissance au Maroc (1888).
Întors în Franța și după diverse întâlniri, a redescoperit credința creștină și s-a călugărit la trapiști, la 16 ianuarie 1890. Apoi a plecat în Siria, tot cu trapiștii. Căutarea lui pentru un ideal și mai radical de sărăcie, abnegație și penitență l-a determinat să părăsească La Trappe pentru a deveni pustnic în 1897. A trăit apoi în Palestina, scriindu-și meditațiile (inclusiv Prière d'abandon, în română: „Rugăciunea Abandonului”) care vor fi inima spiritualității sale.

## În Sahara
Hirotonit preot la Viviers în 1901, a decis să se stabilească în Sahara algeriană, la Béni Abbès. El a aspirat să întemeieze o nouă congregație, dar nimeni nu i s-a alăturat. A locuit cu berberii, adoptând o nouă abordare apostolică, propovăduind nu prin predici, ci prin exemplul său. Pentru a-i cunoaște mai bine pe tuaregi, a studiat cultura lor timp de mai bine de doisprezece ani, publicând sub pseudonim primul Dicționar tuareg-francez. Lucrările lui Charles de Foucauld constituie o referință pentru cunoașterea culturii tuarege.

## Moartea
La 1 decembrie 1916 Charles de Foucauld a fost asasinat la ușa chiliei sale. Este considerat foarte repede un martir și face obiectul unei adevărate venerații susținute de succesul biografiei redactate de René Bazin (1921). Noi congregații religioase, familii spirituale și o renaștere a eremitismului se inspiră din scrierile și viața lui Charles de Foucauld.

## Canonizarea
Procesul beatificării sale a început încă din 1927. Întrerupt în timpul Războiului din Algeria, a fost reluat, iar Charles de Foucauld a fost declarat venerabil, la 24 aprilie 2001, de papa Ioan Paul al II-lea, apoi fericit, la 13 noiembrie 2005, de către papa Benedict al XVI-lea. Papa Francisc a semnat, la 27 mai 2020, decretul de recunoaștere a unui miracol atribuit fericitului. Charles de Foucauld a fost canonizat în duminica din 15 mai 2022, de papa Francisc.